# Victor Nikiéma
Victor Nikiéma (ur. 23 września 1993 w Abidżanie) – burkiński piłkarz, iworyjskiego pochodzenia, występujący na pozycji defensywnego pomocnika w portugalskim klubie SC Sobrado. Wychowanek Naba Kango, skąd latem 2011 roku trafił do Bragi. Był także wypożyczany do Piasta Gliwice oraz Poli Timișoara. W 2009 roku wraz z reprezentacją Burkina Faso do lat 17. wziął udział w młodzieżowych Mistrzostwach Świata.

## Statystyki kariery
Aktualne na dzień 20 lipca 2021.
| Klub                      | Sezon              | Liga               | Liga  | Liga   | Puchar kraju | Puchar kraju | Puchar ligi | Puchar ligi | Europa | Europa | Suma  | Suma   |
| Klub                      | Sezon              | Liga               | Mecze | Bramki | Mecze        | Bramki       | Mecze       | Bramki      | Mecze  | Bramki | Mecze | Bramki |
| ------------------------- | ------------------ | ------------------ | ----- | ------ | ------------ | ------------ | ----------- | ----------- | ------ | ------ | ----- | ------ |
| SC Braga B                | 2012/13            | Segunda Liga       | 33    | 1      | –            | –            | –           | –           | –      | –      | 33    | 1      |
| SC Braga B                | 2013/14            | Segunda Liga       | 13    | 0      | –            | –            | –           | –           | –      | –      | 13    | 0      |
| SC Braga B                | 2014/15            | Segunda Liga       | 7     | 0      | –            | –            | –           | –           | –      | –      | 7     | 0      |
| Piast Gliwice (wyp.)      | 2013/14            | Ekstraklasa        | 11    | 0      | 0            | 0            | –           | –           | –      | –      | 11    | 0      |
| Poli Timișoara (wyp.)     | 2014/15            | Liga II            | 0     | 0      | 0            | 0            | 0           | 0           | –      | –      | 0     | 0      |
| Juventude Pedras Salgadas | 2015/16            | 2ª Divisão         | 1     | 0      | 0            | 0            | 0           | 0           | –      | –      | 1     | 0      |
| Vitória Sernache          | 2016/17            | 2ª Divisão         | 6     | 0      | –            | –            | –           | –           | –      | –      | 6     | 0      |
| AD Os Limianos            | 2016/17            | 2ª Divisão         | 10    | 0      | –            | –            | –           | –           | –      | –      | 10    | 0      |
| SC Freamunde              | 2017/18            | 2ª Divisão         | 9     | 0      | –            | –            | –           | –           | –      | –      | 9     | 0      |
| AC Marinhense             | 2017/18            | 2ª Divisão         | 14    | 0      | –            | –            | –           | –           | –      | –      | 14    | 0      |
| FC Pedras Rubras          | 2018/19            | 2ª Divisão         | 26    | 0      | –            | –            | –           | –           | –      | –      | 26    | 0      |
| SC Coimbrões              | 2019/20            | 2ª Divisão         | 15    | 0      | –            | –            | –           | –           | –      | –      | 15    | 0      |
| SC Ideal                  | 2020/21            | 2ª Divisão         | 17    | 0      | –            | –            | –           | –           | –      | –      | 17    | 0      |
| Ogólnie w karierze        | Ogólnie w karierze | Ogólnie w karierze | 162   | 1      | 0            | 0            | 0           | 0           | 0      | 0      | 162   | 1      |